# 야기 유키
야기 유키(八木 優希, 2000년 10월 16일 ~)는 일본의 어린이 배우이다. 도쿄도 신주쿠구 출신이며, 소속사는 아뮤즈이다.

## 내력
2001년, 만 4개월 때 《가면라이더 아기토》에 출연하며 데뷔했다. 2008년 드라마 《장미가 없는 꽃집》에 출연하며 TV 정보지 《더 텔레비전》이 발표한 〈제56회 드라마 아카데미상〉에서 〈더 텔레비전 특별상〉을 받으며 주목을 모았다. 또, 이 드라마에서 맡은 배역인 ‘시즈쿠짱’이라고 자주 불린다.

## 작품 목록

### 드라마
- 2001년 《가면라이더 아기토》 - 갓난아기 역
- 2006년 《의룡》 - 마오 역(제4화)
- 2006년 《내가 걷는 길》
- 2007년 《도망자 오린》
- 2007년 《풍림화산》
- 2008년 《장미가 없는 꽃집》 - 시오미 시즈쿠 역
- 2008년 《야스코와 켄지》 - 오키 야스코(어린시절) 역
- 2008년 《이노센트 러브》 - 루리 역
- 2009년 《구로베의 태양》
- 2009년 《빨간 코 선생님》
- 2010년 《료마전》
- 2010년 《강철의 여자》 - 야마이시 미나 역
- 2011년 《데카완코》
- 2011년 《해님》 - 스도 요코(어린시절) 역
- 2012년 《강철의 여자 시즌 2》 - 야마이시 미나 역